# Goeldia utcuyacu
Espèce
Goeldia utcuyacu est une espèce d'araignées aranéomorphes de la famille des Titanoecidae.

## Distribution
Cette espèce est endémique du Pérou. Elle se rencontre dans les régions de Junín et de Cuzco.

## Description
Le mâle holotype mesure 4,8 mm et la femelle paratype 6,8 mm, les mâles mesurent de 4,20 à 4,80 mm et les femelles de 5,20 à 7,10 mm.

## Systématique et taxinomie
Cette espèce a été décrite par Almeida-Silva et Brescovit en 2024.

## Étymologie
Son nom d'espèce lui a été donné en référence au lieu de sa découverte, San José de Utcuyacu.

## Publication originale
- Almeida-Silva & Brescovit, 2024 : « Unraveling the mysteries of Goeldia Keyserling, 1891: revision, description of seven new species and first record from USA (Araneae: Titanoecidae). » Zootaxa, no 5428(2), p. 151-193.